# John Godina
John Godina (ur. 31 maja 1972 w Fort Sill) – amerykański lekkoatleta, medalista olimpijski z 1996 i 2000 roku oraz olimpijczyk z 2004 roku, trzykrotny mistrz świata w pchnięciu kulą.

## Przebieg kariery
Największe międzynarodowe sukcesy odnosi w pchnięciu kulą, są to m.in.:
- srebro (Atlanta 1996) oraz brąz (Sydney 2000) podczas Igrzysk Olimpijskich.
- 3-krotne zdobycie złotego medalu podczas Mistrzostw Świata: Göteborg 1995, Ateny 1997 oraz Edmonton 2001.
- 4 medale wywalczone w Halowych Mistrzostwach Świata w lekkoatletyce: złoto (Lizbona 2001), 2-krotnie srebro (Maebashi 1999 oraz Birmingham 2003) oraz brąz (Paryż 1997)
- zwycięstwo w Finale Grand Prix IAAF (Moskwa 1998)

Uprawia on również rzut dyskiem jednak bez tak większych sukcesów jak w kuli, jego najważniejsze osiągnięcia w dysku to 4. miejsce podczas Pucharu Świata (Johannesburg 1998, Godina wygrał konkurs pchnięcia kulą podczas tej imprezy), 5. miejsce na Mistrzostwach Świata (Ateny 1997) oraz 3. miejsce na Finale Grand Prix IAAF (Fukuoka 1997). Zdobył również brąz na Igrzyskach Dobrej Woli (Nowy Jork 1998, na tej samej imprezie zdobył też złoto w pchnięciu kulą).

## Rekordy życiowe
- pchnięcie kulą – 22,20 m (2005) – 23. wynik w historii światowej lekkoatletyki[1]
- pchnięcie kulą (hala) – 21,83 m (2005)
- rzut dyskiem – 69,91 m (1998)